# Saúl Kattan Cohen
Saúl Kattan Cohen  (Bogotá, 1971) es un empresario colombiano experto en crisis empresarial. Economista de la Universidad de Los Andes de Colombia e investigador financiero con experiencia en planeación estratégica a largo plazo, mejoras de productividad, optimización de procesos y negociaciones efectivas en empresas.
Fue gerente de Blockbuster Video Colombia desde 1998 hasta 2007, presidente NFCGC Investments de Juan Valdez Café en Nueva York (Estados Unidos) de 2007 a 2008 e investigador financiero del Banco de la República entre 1995 y 1998.
También ha asesorado a otras compañías en actividades relacionadas con el comercio y las comidas. Es socio de la junta directiva de Empresa de Energía de Bogotá, Colombia Móvil (TIGO), Contac Center Americas y Colvatel y miembro YPO (Young President’s Organization).
Fue presidente de la Empresa de Telecomunicaciones de Bogotá (ETB) a la que ingresó en reemplazo del empresario Mario Contreras, y nombrado por el alcalde Gustavo Petro en 2012.
En octubre de 2022 fue elegido presidente de la junta directiva de Ecopetrol, cargo que desempeñó hasta marzo de 2024.

## Biografía
Es hijo de Elías Kattan, dirigente deportivo y expresidente del Millonarios Fútbol Club, de Bogotá. Está casado y es padre de tres hijos.
Es egresado de la Facultad de Economía de la Universidad de Los Andes, de donde se graduó en marzo de 1995.
En 1999 realizó el programa de Dirección Directiva en el INALDE (Colombia)  de la Universidad de la Sabana, en asocio con Harvard Business School y la Escuela de Negocios IESE de la Universidad de Navarra. Como complemento, cursó el Advanced Management Program de Wharton Business School, Universidad de Pensilvania (Estados Unidos) en 2005.
Kattan Cohen tuvo su primer trabajo como investigador financiero y económico en el Banco de la República (mayo 1995 - abril 1998). Desde entonces dice haber aprendido a tener en cuenta tres aspectos claves para las finanzas: organización, sensatez, ahorro.
Durante su trabajo como gerente en Blockbuster (abril 1998 - febrero 2007), que inició con la instalación de las sedes en Colombia, su labor fue reconocida por la multinacional como una de las mejores operaciones en el mundo.
Kattan es admirador de Cosme de Médici, fundador de la dinastía de los Médici en Florencia durante el Renacimiento italiano.

## Reconocimientos
Saúl Kattan ha sido reconocido por el diario económico colombiano Portafolio como uno de los mejores 120 ejecutivos de Colombia en los años 2002 y 2003 y nominado por dos años consecutivos (2012 - 2013) como Mejor Líder Empresarial.
En 2003 fue seleccionado por la revista Dinero como uno de los Ejecutivos Jóvenes más destacados del país y es nombrado con frecuencia como Personaje del Día en publicaciones económicas especializadas, como el diario La República, por su administración en la Empresa de Telecomunicaciones de Bogotá (ETB).